# 克莱尔方丹
克莱尔方丹（法語：Clairfontaine，法語發音：[klɛʁfɔ̃tɛn]）是法国上法蘭西大區埃纳省的一个市镇，属于韦尔万区。

## 地名
“方丹”（Fontaines）意为“泉”。法语地名通名在“枫丹白露”（Fontainebleau）等少数拥有传统译名的地名中译作“枫丹”，不过在《世界地名翻译大辞典》、《世界地名译名词典》和《法国地图册》等主流地名译名类书籍资料中多译作“方丹”。

## 地理
克莱尔方丹（49°58'48"N, 3°59'7"E）面积14.31 平方千米，位于法国上法蘭西大區埃纳省，该省份为法国北部内陆省份，北起北部省，西接索姆省和瓦兹省，东临阿登省和马恩省，西南至塞纳-马恩省，东北部与比利时接壤。
与克莱尔方丹接壤的市镇（或旧市镇、城区）包括：拉卡佩勒、拉弗拉芒格里、吕祖瓦尔、蒙德勒皮、罗基尼、索姆龙、维米、富尔米、维涅伊。
克莱尔方丹的时区为UTC+01:00、UTC+02:00（夏令时）。

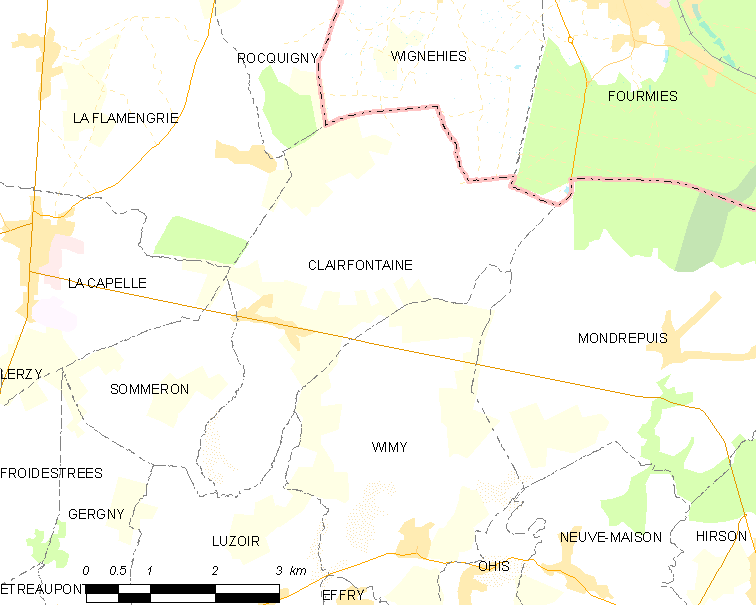
克莱尔方丹的OSM定位图

## 行政
克莱尔方丹的邮政编码为02260，INSEE市镇编码为02197。

## 政治
克莱尔方丹所属的省级选区为韦尔万县。

## 人口

1962-2008年间克莱尔方丹人口变化图示

克莱尔方丹于2022年1月1日时的人口数量为522人。